# Marcel Dadi
Marcel Dadi est un compositeur et guitariste français, né le 20 août 1951 à Sousse, en Tunisie, et mort accidentellement le 17 juillet 1996 dans l'explosion du vol TWA 800 peu après son départ de New York.
Outre ses albums, Marcel Dadi a contribué à faire connaître les techniques de guitare « picking » en France en transcrivant et publiant des morceaux et des arrangements de Chet Atkins, Merle Travis, Jerry Reed, Doc Watson, Antônio Carlos Jobim , etc. Il a également souvent composé pour ses amis, par exemple Roger Chesterfield pour Roger C. Field.

## Biographie

### Jeunesse
Lorsque sa famille s'installe en France, il a trois ans et il commence à apprendre la guitare à l'âge de dix ans et demi. Habitant Choisy-le-Roi, il suit des études secondaires au collège Joliot-Curie d'Orly  (de la 6e en 1963 à la 3e en 1966) puis au lycée de Thiais (devenu Guillaume-Apollinaire) en banlieue parisienne. Il a la révélation du picking en entendant une chanson de Bob Dylan interprétée par Hugues Aufray : La Fille du nord. Des amis lui font découvrir des grands maîtres de cette technique comme Chet Atkins, Merle Travis, Jerry Reed et Doc Watson. Séduit, il décide d'abandonner le rock pour apprendre cette technique et au bout de quatre ans il commence à se produire sur de petites scènes, interprétant notamment les Beatles et les Rolling Stones.
Marcel Dadi mène de front la guitare et des études de kinésithérapeute. Une fois obtenu son diplôme, en juin 1973, il choisit de se consacrer exclusivement à la guitare.

### Carrière
Entre 1971 et 1972, ses talents de guitariste commencent à être découverts grâce aux soirées du mardi au Centre américain du boulevard Raspail à Paris, les Hootenanny, organisés par Lionel Rocheman : il y joue notamment aux côtés de Stefan Grossman, Hervé Cristiani et Michel Haumont. Son talent et sa facilité à pratiquer un style encore peu connu du public lui donnent une certaine renommée, et il commence aussi à donner des cours de guitare, qui deviennent vite réputés. C'est à cette époque qu'il fait ses premières apparitions à la télévision dans diverses émissions de variétés.
En 1972, le magazine Rock & Folk, dans lequel il tient une rubrique mensuelle de technique musicale, publie pour la première fois « La Guitare à Dadi ».

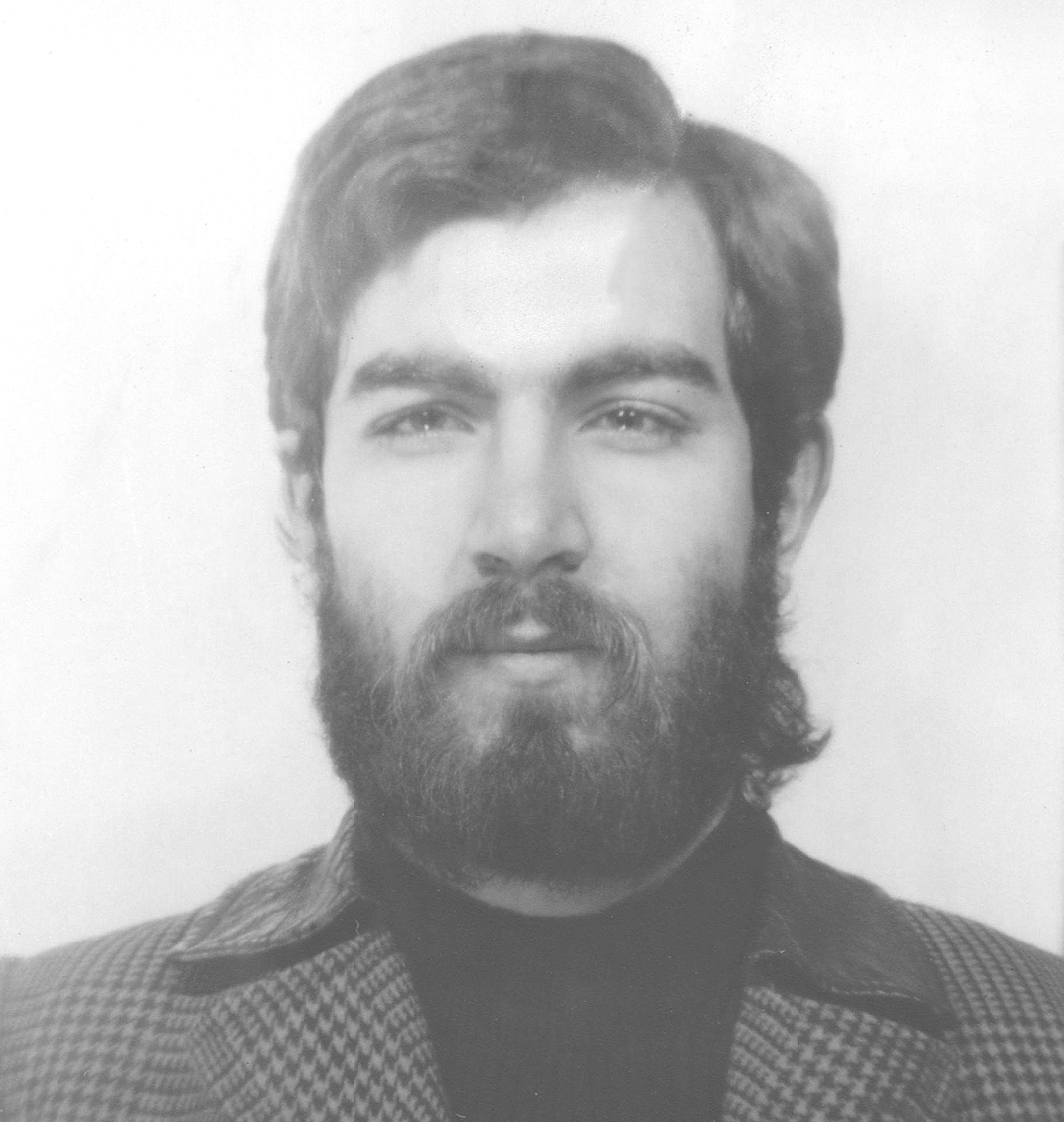
Marcel Dadi en 1973. Photo d'identité Sacem.

Fort de son succès, il enregistre en 1973 son premier album, La Guitare à Dadi, dont la pochette est illustrée par Mandryka. C'est le premier album en France de guitare acoustique accompagné des tablatures des morceaux. L'enregistrement se fait dans un petit studio parisien, sans que le distributeur y croie réellement. Mais La Guitare à Dadi devient disque d'or et la célébrité du guitariste ne cesse de s'accroître. Il publie peu de temps après La méthode de guitare à Dadi qui se vend à plusieurs centaines de milliers d'exemplaires. La même année, son deuxième album Dadi's Folks paraît. Il fait ensuite la connaissance de Chet Atkins, qui est lui aussi séduit par le jeune guitariste français.
Il devient ambassadeur des guitares Ovation, et parallèlement, Dadi devient de plus en plus célèbre. Sa nouvelle méthode de guitare pour débutants se vend à 127 500 exemplaires. Il se produit sur la scène de l'Olympia et en 1974, enregistre les disques Dadi & Friends 1 et Light's up Nashville 1 et 2 avec de grands noms de la musique dont, entre autres, Chet Atkins. Il ouvre alors un magasin de musique à Paris (Dadi's Music House, 6 rue de Douai) et part à Londres jouer un concert avec John Renbourn et Stefan Grossman. Il fait par la suite la promotion des guitares de la marque Taylor et devient le premier importateur des guitares de marque Godin du concepteur Robert Godin, inventeur de la guitare électrique solid body à cordes nylon.
En 1975, il rencontre Jean-Félix Lalanne (alors âgé de treize ans) lors d'un concert à Marseille. Avant la représentation, Marcel Dadi accueille dans sa loge le jeune guitariste qui le stupéfie en jouant à la suite l'intégralité des titres du dernier album du compositeur à la perfection. Il l'invite a monter sur scène pour le faire jouer devant les spectateurs. Dadi se prend d'amitié pour Jean-Felix et par la suite, chaque fois que Dadi vient à Marseille, il l'invite. Quelques années plus tard, Jean-Félix Lalanne fera des concerts avec son idole.
En 1979, Marcel Dadi se produit durant tout le mois de novembre au Palais des Glaces à Paris avec le trio de Georges Arvanitas en première partie à raison de deux concerts par jour, faisant salle comble à chaque représentation. En 1983, il décide de faire une pause et part en Israël pendant cinq ans, sans jamais se détourner de la guitare, et rédige une nouvelle méthode : Les grands secrets révélés. Il revient en France en 1988 pour un concert à l'Olympia avec Jean-Félix Lalanne, concert suivi par une tournée en duo, d'où naîtra l'album Country et Gentleman. La « Atkins Dadi Guitar Pickers Association » est ensuite créée, accompagnée par Guitarist magazine.
En 1981, en collaboration de son frère, Dadi Max Meyer, il fera une demande de brevet d'invention (numéro 81 21394) pour un objet qui révolutionnera le monde des accords de guitares et clavier, nommé règle à Dadi.

### Mort
En 1990, il part à Nashville pour enregistrer trois nouveaux albums : Nashville rendez-vous, Fingers Crossings et Country Guitar Flavors, qui seront ses derniers. Le 17 juillet 1996 (le 18 juillet en France), alors qu'il vient d'être intronisé au « Walkway of Stars » du Country Music Hall of Fame, il meurt dans l'accident du vol 800 de la TWA. Son corps est repêché dans l'océan puis inhumé au cimetière juif du mont des Oliviers à Jérusalem en 1996.

## Certified Guitar Player
Marcel Dadi s'est vu décerner par Chet Atkins le titre de Certified Guitar Player.
Ce titre de Certified Guitar Player (CGP) a été créé par Chet Atkins. Il le décerne à des guitaristes pour leur contribution au développement du style « fingerpicking » : Jerry Reed, Steve Wariner, Tommy Emmanuel et John Knowles par exemple. Paul Yandell s'est également vu décerner ledit titre en 2011, soit quelques mois avant son propre décès ; auparavant, il avait constamment décliné cet honneur qui lui est finalement accordé par la fille de Chet Atkins, Merle Atkins Russell.

## Hommages à Marcel Dadi
À l’initiative de son épouse, plusieurs des amis de Marcel Dadi, eux-mêmes guitaristes de renom, se sont réunis pour enregistrer un double CD, paru en 1997 et intitulé Hommage à Marcel Dadi, où ils reprennent 26 compositions de Dadi.
Y ont participé :
- The Richard Smith Guitar Trio
- Martin Taylor
- Romane
- Joe Edwards
- Jacques Stotzem
- Tommy Jones
- Juan Carmona
- Philippe Troisi
- Francis Cabrel, Gérard Kawczynski (dit Crapou) et Denys Lable
- Gilles Michel
- Michel Haumont et Jacques Ada
- Albert Lee
- Mickael Halfon
- Muriel Anderson
- Arnaud Dumond
- Jean-Félix Lalanne et Larry Coryell
- Pietro Nobile
- Claude Samard
- Roland Dyens
- Peter Finger
- Bluegrass Long Distance
- Los Indios Tabajaras (en)
- Thom Bresh et Lane Brody
- Jo Vurchio
- Gérard Toubiana
- Sacha Distel et Raymond Gimenès
- Claes Neeb
- Pierre Bensusan

Guy Béart rend hommage à Marcel Dadi en 2010 dans sa chanson Pique sur tes ficelles.
Une rue de la commune de Thiais dans le Val-de-Marne porte son nom.
Le conservatoire de musique de Créteil porte son nom.

## Discographie
- 1973 :
  - La guitare à Dadi - volume 1, 13 titres (AMI Records)
  - Dadi’s Folk - volume 2, 14 titres (AMI Records)
- 1974 :
  - La guitare à Dadi – volume 3, 33 titres
- 1975 :
  - Marcel Dadi and friends – volume 1 - Olympia 1975, 14 titres
- 1976 :
  - Dadi’s Picking Lights Up Nashville – volume 1, 9 titres
  - Dadi’s Picking Lights Up Nashville – volume 2, 9 titres
- 1977 :
  - Dadi and Friends - volume 2 – Olympia 1977, 16 titres (source album 33 t ed. 1978 - cd 1020 - Sonopresse)
  - La Guitare d’Or de Dadi (ou Spécial Disque d’Or), 14 titres
  - Travelin' Man, 9 titres
- 1979 :
  - La méthode de Guitare de Dadi – disque 1, 12 titres
  - La méthode de Guitare de Dadi – disque 2, 13 titres
  - Dadi Cool, 22 titres
- 1980 :
  - Disque d’Or, 14 titres
  - Mélodies, 11 titres
- 1981 :
  - Dadi New Style, 10 titres
- 1982 :
  - Dadi 2 guitares, avec Jean Felix Lalanne et C. Laborde, 14 titres
- 1983 :
  - Dimanche après-midi, 10 titres
- 1984 :
  - Guitar Goodies – volume 1, 18 titres
- 1985 :
  - Guitar Goodies – volume 2, 13 titres
- 1986 :
  - Guitar Antology – disque 1, 22 titres
  - Guitar Antology – disque 2, 21 titres
- 1988 :
  - Country and Gentlemen, avec Jean Felix Lalanne, 12 titres
  - Concert Olympia avec Jean Felix Lalanne, CD 1, 11 titres
  - Concert Olympia avec Jean Felix Lalanne, CD 2, 11 titres
- 1989 :
  - Guitar Legend - volume 1, 32 titres
- 1990 :
  - Nashville Rendez Vous, 9 titres
- 1991 :
  - Fingers Crossing, 9 titres
  - Guitar Legend - volume 2, 26 titres
- 1992 :
  - Country Guitar flavors, 11 titres
  - Guitar Memories, 11 titres
- 1997 :
  - The Country Music Hall Of Fame - Hommage à Marcel Dadi, CD 1, 13 titres
  - The Country Music Hall Of Fame - Hommage à Marcel Dadi, CD 2, 14 titres
- 1988 :
  - Marcel Dadi Best Of, compilation, CD 1, 14 titres
  - Marcel Dadi Best Of, compilation, CD 2, 14 titres
- 1992 :
  - Early recordings jamboree - La guitare à Dadi volume 1, compilation, CD 1, 27 titres
  - Early recordings jamboree - La guitare à Dadi volume 2, compilation, CD 2, 33 titres

## Concert
- En 1988, il se produit en compagnie de Jean-Félix Lalanne sur la scène de l'Olympia à Paris. Une captation du concert est éditée en CD et en cassette VHS sortie en 1998 par les éditions MusiCom.